# Павло Блащак
Павло Блащак (пол. Paweł Błaszczak) — польський композитор і звукорежисер, учасник демосцени. Блащак пише музику в основному для відеоігор. У 1995 році Блащак та інший відомий польський композитор Адам Скорупа утворили компанію «gamesXsound».

## Біографія та творчість
Павло Блащак народився у польському місті Вроцлав. Музику Блащак почав писати з 1982 року, коли купив собі Commodore 64.
У 1995 році Павло Блащак та його друг Адам Скорупа (пол. Adam Skorupa), також трекерщик і уродженець Вроцлава, утворюють спільну компанію «gamesXsound», яка займається створенням музики та звукового оформлення для комп'ютерних ігор, кінофільмів, мультимедіа та рекламних роликів. Всі свої наступні музичні роботи для ігор Павло Блащак створював саме у складі «gamesXsound».
У 1997 році Блащак зайняв місце звукового директора у польській компанії Techland, яка спеціалізується на розробці комп'ютерних ігор і розташована у Вроцлаві.
Останньою і найбільш значимою роботою Блащака в ігровій музиці стала участь у створенні масштабного саундтрека для рольової відеогри Відьмак (The Witcher), яка розроблялася польською компанією CD Projekt RED (дочірній філіал найбільшого польського видавця CD Projekt) і була випущена 24 жовтня 2007 року. Над саундтреком, крім Блащака, працював і Адам Скорупа. Велика частина музики була створена саме Блащаком, так як Скорупа в основному працював над звуковим супроводом ігри. У підсумку саундтрек гри, як і сама гра, зібрав безліч похвальних відгуків як від ігрових рецензентів, так і від музичних. На церемонії «Best Original Score» (укр. Найкращий оригінальний саундтрек), проведеної всесвітньо відомим ігровим сайтом IGN, саундтрек «Відьмака» завоював перше місце.